# Лингва франка
Лингва франка (lingua franca), означаващ буквално „език на франките“ на италиански, първоначално е представлявал разнороден език, състоящ се главно от италиански с добавени турски, персийски, френски, гръцки и арабски думи. Днес терминът се използва за всеки разнороден език, използван от хора, говорещи различни езици с цел общуване помежду си.
Обединяването на два или повече езика се нарича езиков контакт, като единият от които задължително е европейски (висш, или водещ език), а останалите са езици, които се говорят на другите континенти (нисши, или съподчинени езици). В резултат на тези езикови контакти възниква нова езикова форма – език Пиджин (компромисно, може да бъде наричан преходен език, но този термин се избягва от лингвистите, предимно по политически наложени догми). Всеки преходен език може да се разглежда като двукомпонентен – лингва франка (основният език, възприет сред макрообщността /държава, група държави, области/) и койне (основна диалектна група от близки помежду си диалекти).
Лингва франка в повечето случаи е ограничен, тъй като обслужва предимно търговски и правни взаимоотношения. Той съдържа предимно термини само от областта на търговското общуване и правните договори.

## История на термина Лингва франка
Конкретното наименование на понятието произлиза от времето на кръстоносните походи. Мястото на зараждането му е средиземноморието, където са били водени завоевателни битки срещу мюсюлманите. Кръстоносците, които са били рицари от различни краища на християнска Европа, са говорели различни езици и са се нуждаели от общ език за комуникация в борбата за общата кауза. Въпреки че по това време латинският език е бил наложен като езика на вярата, малка част от кръстоносните рицари са го умеели и вследствие на това като общ език за комуникация се е наложил романски диалект, който по това време е бил говорен между градовете Марсилия и Геноа. Този език вече е бил използван масово от търговци, извършващи дейност в региона и бързо е заел своето място и в комуникацията на рицари, които не са можели да говорят френски.
Въпреки името си, това не е бил първият Лингва франка в света. Нуждата от общ език за комуникация е имало и преди, както и продължава да има и в днешни дни. Един от първите писмено запазени езици от този тип е бил Арамейският, който е бил Лингва франка на античния свят преди гръцкия и латинския. Той е бил езикът на Персийската империя, на който са били написани големи части от Библията. Подобно е положението с книжовния арабски в северна Африка. Тъй като той е езикът на свещения Коран, той е бил нормиран и не е подлежал на развитие. От него е произлязъл модерният стандартен арабски, който актуално е ползван за общ език за комуникация от всички арабски общности, които в голямата си част говорят най-разнообразни диалекти на арабския.
Пример за лингва франка е суахили, който се говори в Източна Африка.

## Лингва франка в днешни дни
Разбирайки важността на Лингва франка за общуването на хората от различни националности при условията на засилен процес на глобализация, в края на 70-те и началото на 80-те години на 19 век полският лингвист Людвик Заменхоф е разработил изкуствен език, наречен Есперанто. Този изкуствено създаден език е бил замислен да бъде политически неутрален Лингва франка за комуникация, но така и не е успял да се наложи като такъв. Както по всичко изглежда, Лингва франка се заражда като такъв въз основа на естествен подбор и в световен мащаб като безспорен Лингва франка се е наложил английският език. Той се е утвърдил като такъв на първо място заради колонизаторската политика на Британската империя, която се е разпростряла до най-далечните за онова време кътчета на света и с това е наложила употребата на собствения се език в държавната администрация на колонизираните държави. Не на последно място, все пак, би трябвало да се постави и културната колонизация на света от страна на северноамериканската поп-култура и кинематография.

## Бъдещето на Лингва франка
Както ясно се вижда от краткия исторически обзор, употребата на определен език като Лингва франка се заражда и умира вследствие на естествени политически и икономически процеси. Тези процеси могат да обхванат определени региони или континенти, или както е в последните години на усилена глобализация, те могат да се разпространят и в глобален мащаб. Често възниква въпросът, дали английският ще бъде изместен от световното си лидерство на Лингва франка вследствие на силното икономическо и технологично развитие на други световни сили като като например на Китайската Народна Република. Всеобщото мнение е, че поради редица причини това е малко вероятно да се случи в близко бъдеще, като не на последно място се отбелязват трудността на изучаване на китайския, писмеността и това, че дори в рамките на КНР съществуват значителен брой диалекти редом с официалния китайски език. Въпреки това би било естествено и английският да загуби своята употреба като Лингва франка ако има конкурент, който е достатъчно влиятелен и усвоим от различните националности. Това, което обаче е основната характеристика на съществуването на различни национални и етнически общности и техните езици е, че те се нуждаят от общ език за комуникация за да обменят опит и блага, така че нуждата от Лингва франка няма да се загуби докато светът не стане едно общо цяло.